# Lycosa sylvatica
Lycosa sylvatica är en spindelart som först beskrevs av Roewer 1951.  Lycosa sylvatica ingår i släktet Lycosa och familjen vargspindlar.
Artens utbredningsområde är Algeriet. Inga underarter finns listade i Catalogue of Life.